# Ist Gott für mich, so trete

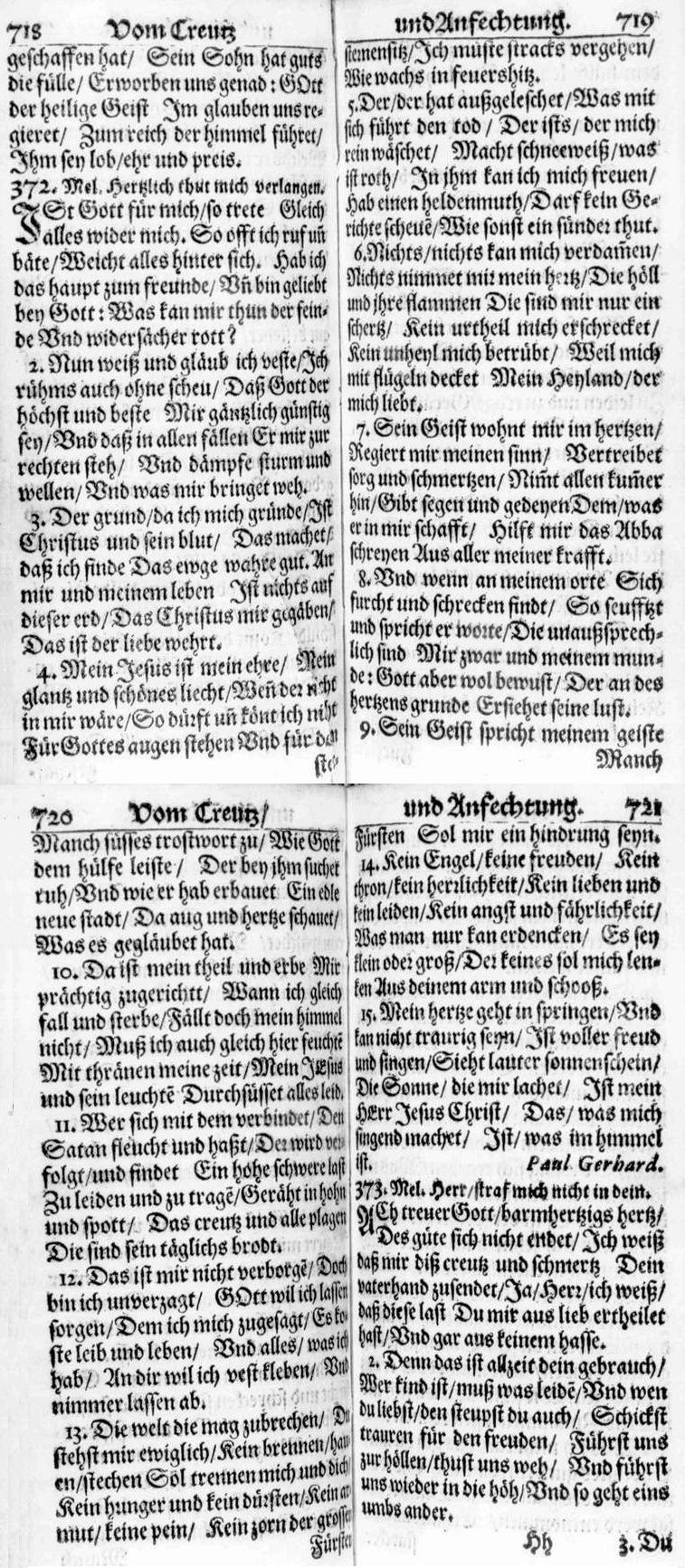
Ist Gott für mich, so trete gleich alles wider mich, Erstdruck 1653

Ist Gott für mich, so trete gleich alles wider mich ist ein evangelisches Kirchenlied. Den Text dichtete Paul Gerhardt 1653. Das Lied ist in allen kirchlichen Gesangbüchern des deutschsprachigen Protestantismus enthalten, im Evangelischen Gesangbuch unter Nr. 351, im Mennonitischen Gesangbuch unter Nr. 437. Das Lied war bis zur Revision der Perikopenordnung 2018 Hauptlied am Reformationstag, seitdem ist es das Hauptlied am Gedenktag des Augsburger Bekenntnisses (25. Juni).

## Form
Paul Gerhardts Dichtung umfasst 15 Strophen – im EG sind die ursprünglichen Strophen 11 und 12 ausgelassen – zu je acht jambischen dreihebigen Zeilen mit dem Reimschema [ababcdcd], wobei weibliche und männliche Reime abwechseln. Dieser regelmäßige Strophenbau begegnet bei Gerhardt und in der gesamten Barockdichtung häufig.

## Inhalt
Ausgangspunkt der Dichtung sind die Gipfelaussagen, mit denen Paulus im Römerbrief seine Darlegung des Evangeliums von Jesus Christus zusammenfasst (Röm 8,26–39 ): Alle Unheilsmächte sind entmachtet, weil Gott durch die stellvertretende Liebeshingabe seines Sohnes die Sünde, den Ursprung des Unheils, entmachtet hat. Vereinigt mit Christus und erfüllt vom Heiligen Geist überwinden die Glaubenden auf dem Weg zur Herrlichkeit alle Widerstände.
Was Paulus in „Wir“-Aussagen formuliert, wird bei Paul Gerhardt zum nicht enden wollenden, zugleich reflektierten und gefühlsstarken „Ich“-Bekenntnis und, in den Strophen 13 und 14, zum Gebet. Biografische Hintergründe, etwa die Katastrophe des Dreißigjährigen Kriegs, können vermutet werden. Seine schlimmsten persönlichen und beruflichen Leiden hatte Gerhardt zur Zeit der Abfassung des Liedes allerdings noch vor sich.

## Melodie
Im Erstdruck des Liedes, der 1653er Ausgabe von Johann Crügers Praxis Pietatis Melica, ist dem Text die Melodieangabe Herzlich tut mich verlangen beigegeben, heute bekannt als O Haupt voll Blut und Wunden. Dieselbe Angabe findet sich in den Gesangbüchern bis weit ins 18. Jahrhundert. Die heute untrennbar und ausschließlich mit Ist Gott für mich, so trete verbundene Melodieⓘ war ursprünglich eine weltliche Weise, die um 1590 im elisabethanischen England entstand und in einem Augsburger Gesangbuch von 1609 erstmals mit einem deutschen geistlichen Text begegnet. Trotz ihres – nur stellenweise gelichteten – Moll-Charakters ist sie mit ihren beherzten Intervall-Sprüngen und ihrem vorwärtsdrängenden Rhythmus gleichsam zum maßgeschneiderten Gewand des Textes geworden.

## Übersetzung
Catherine Winkworth übersetzte das Lied 1855 unter dem Titel If God be on my side ins Englische.